# Lusacký summit
Lusacký summit byl zásadním milníkem na cestě integrace Afriky. Jednalo se o 37. zasedání Shromáždění hlav států Organizace africké jednoty v zambijské Lusace ve dnech 9. – 11. července 2001. Zasedání se zúčastnilo pouze 33 představitelů členských zemí.
Zasedání navázalo na předchozí jednání v Sirtě (1999) a Lomé (2000). Jejím hlavním úkolem byla implementace předchozích rámcových rozhodnutí o založení Africké unie.
Konference dospěla k několika klíčovým rozhodnutím:
- přijetí Charty Africké unie
- jmenování dočasného předsedy Komise Africké unie: Amara Essy
- založení Nového partnerství pro rozvoj Afriky – k tomu došlo 11. července z podnětu představitelů Egypta (Muhammad Husní Mubarak), Alžírska (Abdelazíz Buteflika), Nigérie (Olusegun Obasanjo), Senegalu (Abdoulaye Wade) a Jihoafrické republiky (Thabo Mbeki)